# Накло-Слёнске (станция)
Накло-Слёнске (пол. Nakło Śląskie) — пассажирская и грузовая железнодорожная станция в селе Накло-Слёнске в гмине Сверклянец, в Силезском воеводстве Польши. Имеет 2 платформы и 3 пути.
Станция построена в 1869 году, когда село Накло-Слёнске (нем. Naklo, Накло) было в составе Королевства Пруссия.